# Teresa Strinasacchi

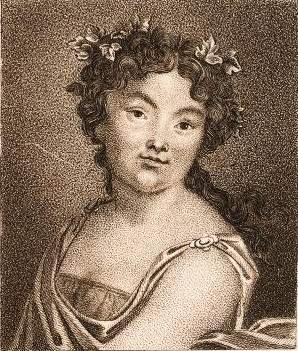
Teresa Strinasacchi

Teresa Strinasacchi, auch Theresia Strinasacchi (* 1768 in Italien; † 1838) war eine italienische Opernsängerin (Sopran).

## Leben
Teresa Strinasacchi hatte von 1793 bis 1797 ein Engagement in Prag, wo sie zunächst als „zweite Primadonna“ neben der Campi vorgesehen war, aber schnell zu deren Rivalin wurde, und wurde unter Kucharž weiter ausgebildet. 1797 wechselte sie nach Venedig, 1801 nach Paris, ehe sie wieder nach Italien zurückkehrte.
Johann Gottfried Seume berichtet in seinem Spaziergang nach Syrakus über eine traurige Episode im Bühnenleben der Sängerin: „Die Natur hat ihr nicht die Annehmlichkeiten der Person auf dem Theater gegeben. Bei ihrer ersten Erscheinung erschrak hier das ganze Haus so sehr vor ihrer Gestalt und geriet so in Unwillen, daß man sie durchaus nicht wollte singen lassen. Der Direktor mußte erscheinen und es sich als eine große Gefälligkeit für sich selbst erbitten, daß man ihr nur eine einzige Szene erlaubte [...]“ Nach dieser Szene war sich das italienische Publikum, das Seume hier unter dem Hinweis schildert, in Leipzig habe sich schon Ähnliches mit der Sängerin zugetragen, der Qualitäten der Teresa Strinasacchi bewusst geworden und der Abend endete triumphal: „und nach Endigung des Stücks spannte man die Pferde vom Wagen und fuhr die Sängerin durch einen großen Teil der Stadt nach Hause.“
Teresa Strinasacchi heiratete den Buffo Giuseppe Ambrogetti. Sie soll eine Cousine der Violinistin Regina Strinasacchi gewesen sein.